# Rock en Seine

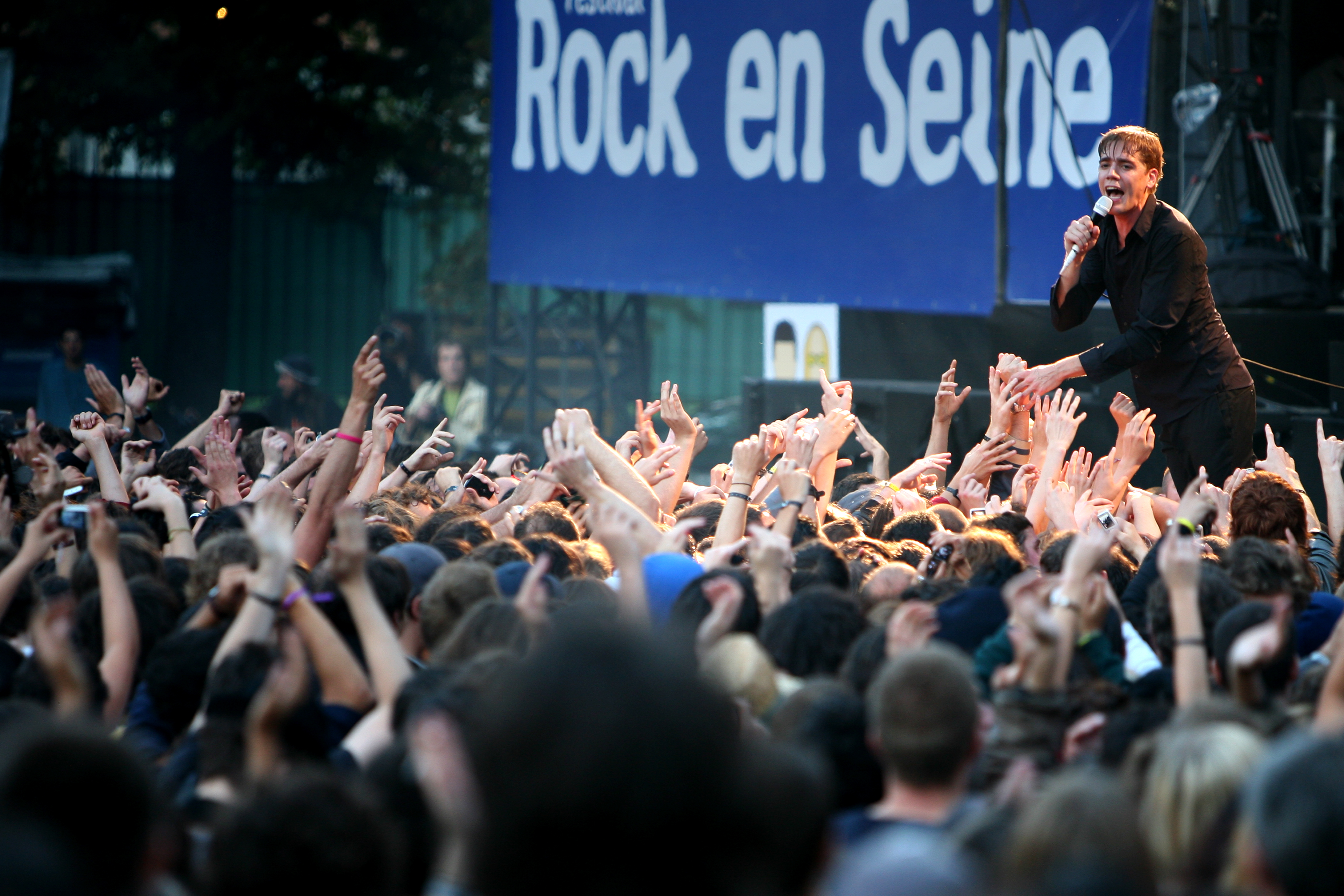
Gli Hives al Rock en Seine 2007

Il Rock en Seine è un festival di musica rock che si tiene ogni anno al Domaine National di Saint-Cloud, nel parco di Château de Saint-Cloud, a Saint-Cloud, vicino a Parigi, nel giardino progettato da André Le Nôtre.
Il nome del festival è pronunciato come se fosse scritto "Rock en scène" (rock in scena) oltre che "Rock en Seine", cioè "Rock sulla Senna".

## Cronistoria
- 2003: 2 palchi, 10 band, si tiene il 27 agosto 2003
- 2004: dura due giorni
- 2005: 3 palchi, 46.000 spettatori
- 2006: Molti eventi collaterali, 57.000 spettatori
- 2007: dura tre giorni
- 2008: dura tre giorni, 80.000 spettatori
- 2009: dura tre giorni, 90.000 spettatori
- 2010: dura tre giorni, 105.000 spettatori
- 2011: dura tre giorni, 108.000 spettatori

### 2003
Beck, P.J. Harvey, Massive Attack

### 2005
25/08: Pixies, Queens of the Stone Age, Arcade Fire, Jurassic 5, Hot Hot Heat, Fort Minor, Michael Franti & Spearhead, The Sunday Drivers, Athlete, The Subways, Vitalic, Alkaline Trio, Hushpuppies, Flying Pooh, Stuck In The Sound
26/08: Franz Ferdinand, Foo Fighters, Robert Plant & The Strange Sensation, Saïan Supa Crew, Amp Fiddler, Feist, Herman Düne, La Phaze, Babyshambles, Goldfrapp, Hopper, Asyl, The Departure, The Film, Sayag Jazz Machine

### 2006
25/08: Morrissey, Kasabian, The Raconteurs, DJ Shadow, Patrice, Dirty Pretty Things, Nada Surf, Calexico, Clap Your Hands Say Yeah, TV on the Radio, Wolfmother, India.Arie, Neimo, Dead Pop Club, French Paradoxe
26/08: Radiohead, Beck, Broken Social Scene + guests, The Rakes, Skin, Rhesus, The Dead 60's, Phoenix, Grand Corps Malade, Editors, Xavier Rudd, Taking Back Sunday, Tokyo Ska Paradise Orchestra, Fancy, Daddy Longlegs

### 2007
24/08: Arcade Fire, The Hives, Émilie Simon, 2 Many DJ's, The Shins, Dinosaur Jr
25/08: Tool, The Jesus and Mary Chain, Les Rita Mitsouko, Jarvis Cocker, Cold War Kids, CSS, Eric Truffaz, The Fratellis, Hellogoodbye, Puppetmastaz, I Love UFO, Pravda, Calvin Harris, Terry Poison, Alpha
26/08: Björk, Kings of Leon, Craig Armstrong, Just Jack, Kelis, Faithless

### 2008
20/08: Rage Against the Machine, Mix Master Mike, Lostprophets, Blood Red Shoes
28/08: R.E.M., Dirty Pretty Things, Kaiser Chiefs, Tricky, Serj Tankian, The Dø, Apocalyptica, Wax Tailor, Keziah Jones, Plain White T's, Hot Chip, Infadels, These New Puritans, Narrow Terence, Da Brasilians, The Latitudz
29/08: Amy Winehouse (cancelled), The Raconteurs, Justice, The Roots, The Streets, Kate Nash, Jamie Lidell, Louis XIV, Black Kids, DbClifford, Blues Explosion, Da Clifford, Scars on Broadway, Brooklyn, Fortune, Molecule
Il concerto di Amy Whinehouse fu cancellato.

### 2009
28/08: Keane, Bloc Party, Madness, Amy Macdonald, Oceana, Vitalic, Vampire Weekend, Just Jack, James Hunter
29/08: Faith No More, The Offspring, Billy Talent, Birdy Nam Nam, Kitty Daisy and Lewis, The Horrors, Esser, Dananananaykroyd, Ebony Bones
30/08: The Prodigy, MGMT, Eagles of Death Metal, Klaxons, Them Crooked Vultures, Sliimy, Sammy Decoster, Robin McKelle, Baaba Maal, Patrick Wolf.
Gli Oasis avrebbero dovuto fare da headliner nella prima giornata, ma Noel Gallagher lasciò la band a pochi minuti dall'esibizione a causa di un litigio con il fratello Liam che mise fine alla storia della band. Furono rimpiazzati dai Madness.

### 2010
27/08: Blink 182, Cypress Hill, Underworld, Skunk Anansie, Black Rebel Motorcycle Club, Foals, The Kooks, Band of Horses, Kele, All Time Low, Minus the Bear, Deadmau5, French Cowboy, Beast, King of Conspiracy, Roken is Dodelijk.
28/08: Queens of the Stone Age, Massive Attack, 2 Many DJ's, LCD Soundsystem, Paolo Nutini, Two Door Cinema Club, Chew Lips, Stereophonics, Plan B, K'Naan, Jónsi, Jello Biafra and the Guantanamo School of Medicine, Naive New Beaters, Quadricolor, Viva and the Diva, Martina Topley-Bird (Instead of Ou Est Le Swimming Pool).
29/08: Arcade Fire, Beirut, Wave Machines, Fat Freddy's Drop, The Ting Tings, Roxy Music, Eels, Rox, The Temper Trap, Wayne Beckford, The Black Angels, Wallis Bird, Crystal Castles, I Am un Chien !!, Success.

### 2011
26/08: Foo Fighters, The Kills, CSS, Odd Future (OFWGTKA), Smith Westerns, Yuksek, Big Audio Dynamite, Funeral Party, The Feeling Of Love, Beat Mark, Paul Kalkbrenner, General Elektriks, Kid Cudi, Herman Düne, Biffy Clyro, Death in Vegas, Jamaica, Grouplove, Wolfgang, Seasick Steve, Edward Sharpe and the Magnetic Zeros.
27/08: Arctic Monkeys, Interpol, Q-Tip, Blonde Redhead, Hushpuppies, Sexy Sushi, Keren Ann, Austra, Birdy Hunt, Myra Lee, Etienne de Crecy, Death From Above 1979, Cocorosie, BB Brunes, Cage the Elephant, The Black Box Revelation, The Wombats, WU LYF, The Jim Jones Revue, Le corps mince de Françoise, Gruff Rhys, The Streets, Polock.
28/08: Archive, Deftones, My Chemical Romance, Simple Plan, The Vaccines, Lykke Li, Tinie Tempah, Miles Kane, Concrete Knives, François and the Atlas Mountains, Nneka, Anna Calvi, The La's, Lilly Wood and the Prick, Crocodiles, Trentemøller, The Horrors, Cherri Bomb, Cat's Eyes, The Naked and Famous.

### 2012
|                    | Grande Scene                                                                                     | Scene de la Cascade                                                                 | Scene de l'Industrie                                                             | Scene Pression Live                                                                                     |
| ------------------ | ------------------------------------------------------------------------------------------------ | ----------------------------------------------------------------------------------- | -------------------------------------------------------------------------------- | --- |
| venerdì 24 agosto  | - Billy Talent - Asteroids Galaxy Tour - Dionysos - Bloc Party - Placebo                         | - Citizens! - Get Well Soon and l'Ondif - The Shins - Sigur Rós - C2C               | - Owlle - Yeti Lane - The Knux - Para One - Miike Snow                           | - Crane Angels - Grimes - Beth Jeans Houghton - Dark Dark Dark - Gesaffelstein, Brodinski & Club Cheval |
| sabato 25 agosto   | - Of Monsters And Men - Maxïmo Park - Deus - Noel Gallagher's High Flying Birds - The Black Keys | - Speech Debelle - Alberta Cross - Caravan Palace - The Temper Trap - EODM - Agoria | - Granville - Hyphen Hyphen - Deap Vally - The Bewitched Hands - The Black Seeds | - Ume - Toys - The Bots - Bass Drum of Death - Mark Lanegan Band                                        |
| domenica 26 agosto | - Bombay Bicycle Club - Stuck In The Sound - The Dandy Warhols - Social Distortion - Green Day   | - BRNS - Family of the Year - The Waterboys - Grandaddy - Foster the People         | - Versus - The Lanskies - Little Boy - Little Dragon - DOPE D.O.D                | - Friends - Kimbra - Passion Pit - Avant Seine All-Stars - Beach House                                  |

### 2013
|                    | Grande Scene                                                                                 | Scene de la Cascade                                       | Scene de l'Industrie                                                                  | Scene Pression Live                                                 |
| ------------------ | -------------------------------------------------------------------------------------------- | --------------------------------------------------------- | ------------------------------------------------------------------------------------- | ------------------------------------------------------------------- |
| venerdì 23 agosto  | - Chance the Rapper - Belle and Sebastian - Tame Impala - Franz Ferdinand - Paul Kalkbrenner | - Savages - Tomahawk - Alt-J - Kendrick Lamar             | - Big Black Delta - Team Ghost - Johnny Marr - The Pastels - Hanni El Khatib          | - Skaters - Daughter - DIIV - Alex Hepburn - !!!                    |
| sabato 24 agosto   | - Eugene McGuinness - Black Rebel Motorcycle Club - Nine Inch Nails - Phoenix                | - Hola a Todo el Mundo - La Femme - Patrice Vitalic VTLZR | - Fi/She/Is - J.C Satan - Kid Noize - Jackson and His Computerband - Fritz Kalbrenner | - In The Valley Below - Laura Mvula - Wavves - Valerie June - Fauve |
| domenica 25 agosto | - Temples - The Computers - Eels - The Bloody Beetroots - System of A Down                   | - Surfer Blood - Mac Miller - Skip the Use - Major Lazer  | - St.Lô - Wall Of Death - Is Tropical - Lianne La Havas - V.V. Brown                  | - Polica - Ms Mr - Parquet Courts - Chvrches - Tricky               |

### 2014
|                    | Grande Scene                                                                                  | Scene de la Cascade                                           | Scene de l'Industrie                                                   | Scene Pression Live                                                                   | Scene de L'île de France                   |
| ------------------ | --------------------------------------------------------------------------------------------- | ------------------------------------------------------------- | ---------------------------------------------------------------------- | ------------------------------------------------------------------------------------- | ------------------------------------------ |
| venerdì 22 agosto  | - Cage the Elephant - Gary Clark Jr. - Jake Bugg - The Hives - Arctic Monkeys                 | - Kitty, Daisy & Lewis - Wild Beasts - Blondie - Die Antwoord | - Jessica93 - Pegase - Crystal Fighters - Mac Demarco - Trentmoller    | - Tiger Bell - TRAAMS - Hozier - Royal Blood - Etienne de Crecy                       | - Camp Claude - Velvet Veins - Alice Lewis |
| sabato 23 agosto   | - St. Paul and The Broken Bones - The Ghost of a Saber Tooth Tiger - Portishead - The Prodigy | - Junip - Thee Oh Sees - Émilie Simon - Flume                 | - Dorian Pimpernel - ALB - Cheveu - Joey Bada$$ - The Horrors          | - Giana Factory - Clean Bandit - Lucius - Frànçois & the Atlas Mountains - St.Vincent | - Jean Jean - Agua Roja - Encore!          |
| domenica 24 agosto | - Blood Red Shoes - Airbourne - Selah Sue - Lana Del Rey - Queens of the Stone Age            | - Cloud Nothings - Warpaint - Janelle Monáe - La Roux         | - Feu! Chatterton - Petit Fantôme - Brody Dalle - Tinariwen - Kavinsky | - To Kill A King - Fat White Family - Thurston Moore - Stephen Malkmus - Cut Copy     | - Jeanne Added - Forever Pavot - T.I.T.S   |

### 2015
|                    | Grande Scene                                                                   | Scene de la Cascade                                           | Scene de l'Industrie                                                                  | Scene Pression Live                                                      | Scene de L'île de France                     |
| ------------------ | ------------------------------------------------------------------------------ | ------------------------------------------------------------- | ------------------------------------------------------------------------------------- | ------------------------------------------------------------------------ | -------------------------------------------- |
| venerdì 28 agosto  | - Ghost - John Butler Trio - Rodrigo y Gabriela - The Offspring - Kasabian     | - Thrones + The Shines - Benjamin Clementine - FFS - Fauve    | - VKNG - Jeanne Added - Jacco Gardener - Miossec - Handbraekes (Boys Noize & Mr Oizo) | - Kate Tempest - Wolf Alice - Catfish and the Bottlemen - Wand - Son Lux | - Lewis Evans - Inigo Montoya - Clea Vincent |
| sabato 29 agosto   | - The Maccabees - Ben Howard - Stereophonics - Interpol - The Libertines       | - Balthazar - Marina & the Diamonds - Gramatik - Étienne Daho | - Forever Pavot - DBFC - Young Thug - Bianca Casady & The C.i.A. - Jamie xx           | - Cardiknox - Mini Mansions - Glass Animals - Years & Years - Shamir     | - Sparky In The Cloud - Lomepal - La Mverte  |
| domenica 30 agosto | - Kadavar - My Morning Jacket - Hot Chip - Tame Impala - The Chemical Brothers | - Juan Wauters - Fuzz - Jungle - Alt-J                        | - We are Match - Last Train - Seinabo Sey - Mark Lanegan Band - Run The Jewels        | - Pond - Natalie Prass - Here We Go Magic - Parquet Courts - N'To        | - Maestro - Marietta - Billie Brelok         |

### 2016
|                    | Grande Scene                                                                                            | Scene de la Cascade                                               | Scene de l'Industrie                                                                          | Scene Pression Live                                                         | Scene de L'île de France                                    |
| ------------------ | --- | ----------------------------------------------------------------- | --------------------------------------------------------------------------------------------- | --------------------------------------------------------------------------- | ----------------------------------------------------------- |
| venerdì 26 agosto  | - Bombino - Caravan Palace - Bastille - Two Door Cinema Club - The Last Shadow Puppets                  | - Logic - Anderson .Paak - Damian Jr. Gong Marley - Birdy Nam Nam | - Theo Lawrence & The Hearts - Adrien Soleiman - Brian Jonestown Massacre - Clutch - Breakbot | - The Strumbellas - Slaves - Jack Garratt - Royal Republic - Flavien Berger | - Einleit - Djeuhdjoah & Lieutenant Nicholson - Rendez-Vous |
| sabato 27 agosto   | - Beach Slang - Wolfmother - Bring Me The Horizon - Edward Sharpe & The Magnetic Zeros - Massive Attack | - The Underachievers - Casseurs Flowters - La Femme - Sigur Rós   | - Kaviar Special - O - Grand Blanc - L7 - Naive New Beaters                                   | - Joy Cut - Beau - Papooz - The Temper Trap - Half Moon Run                 | - Tim Dup - Nusky & Vaati - The Psychotic Monks             |
| domenica 28 agosto | - Blue Pills - Editors - Sum 41 - Iggy Pop - Foals                                                      | - Kevin Morby - Gregory Porter - Ghinzu - Cassius                 | - Maestro - KillASon - Miike Snow - Chvrches - Soulwax                                        | - Imarhan - Bibi Bourelly - Little Simz - Aurora - Peaches                  | - Tiwayo - Pogo Car Crash Control - JP Manova               |

### 2017
|                    | Grande Scene                                                                                        | Scene de la Cascade                                                              | Scene de l'Industrie                                                                 | Scene Pression Live                                                         | Scene de L'île de France                                                                      | Scene Firestone                        |
| ------------------ | --------------------------------------------------------------------------------------------------- | -------------------------------------------------------------------------------- | ------------------------------------------------------------------------------------ | --------------------------------------------------------------------------- | --------------------------------------------------------------------------------------------- | -------------------------------------- |
| venerdì 25 agosto  | - Frank Carter & The Rattlesnakes - The Pretty Reckless - At The Drive In - Franz Ferdinand - Flume | - Cabbage - The Pharcyde Live Band - The Jesus & Mary Chain - MØ                 | - Inüit - Barbagallo - FKJ - Hercules & Love Affaire - The Shins                     | - Caballero & Jeanjass - Beach Fossils - Grouplove - Allah-Las - Black Lips | - Gunwood - No Money Kids - Josman                                                            | - Témé Tan - Cannibale - MNNQNS        |
| sabato 26 agosto   | - Ibibio Sound Machine - Band of Horses - Jain - The Kills - PJ Harvey                              | - DBFC - Girls In Hawaii - Little Dragon - Lee Fields & The Expressions - Fakear | - Therapie Taxie - Lysistrata - Timber Timbre - Vince Staples - Frustration          | - Ulrika Spacek - Peter Peter - Her - Columbine - Sleaford Mods             | - Lastyjack - Dragon's Daughters - The Lizard's Epitaph - Bryan's Magic Tears - Karoline Rose | - Elements 4 - The Jacques - Fuzzy Vox |
| domenica 27 agosto | - King Khan & The Shrines - Deluxe - Mac Demarco - Cypress Hill - The xx                            | - Car Seat Headrest - Ty Segall - George Ezra - Rone                             | - Gracy Hopkins - Rendez-Vous - Denzel Curry - The Lemon Twigs - Formule / The Shoes | - Amber Run - Romeo Elvis x Le Motel - Rejjie Snow - Slowdive - Panda Dub   | - Djmawi Africa - Clara Luciani - Villejuif Underground                                       | - Brodka - Douchka - Arnaud Rebotini   |